# Jean-François Berthelier
Pour les articles homonymes, voir Berthelier.
Jean-François Berthelier est un comédien et chanteur français né le 14 décembre 1828 à Panissières (département de la Loire) et mort à Paris 9e le 29 septembre 1888. 
Il est le père de Pierre Berthelier (1878-1941), comédien puis peintre qui fit partie de l'École de Carolles.

## Ses débuts
Il débute comme ténor en 1849 à Poitiers dans La Favorite de Donizetti, mais est refusé au Conservatoire de Paris. Déçu, il se tourne vers le café-concert (le « Café Charles », le « Beuglant »...) où il devient le roi de la « chansonnette », en composant certaines sous le pseudonyme de Berthel. 

## Rencontre avec Offenbach
Il est remarqué par Jacques Offenbach, qui l'engage aux Bouffes-Parisiens dès leur création. Il y triomphe dans Les Deux Aveugles, Une nuit blanche, Le Violoneux pour lequel il fait engager sa maîtresse, une cantatrice appelée à un succès phénoménal, Hortense Schneider) et Ba-ta-clan. 
Après un passage à l'Opéra-Comique (1856-1862), où il crée Barkouf d'Offenbach et Maître Pathelin de François Bazin, il alterne entre le Palais-Royal (La Vie parisienne) et les Bouffes-Parisiens (Les Bergers, L'Île de Tulipatan, La Princesse de Trébizonde, Boule-de-Neige).

## Sous laIIIeRépublique
Après la guerre de 1870, il se produit aux Nouveautés, à la Gaîté, à la Renaissance, au Palais-Royal (La Guigne de Labiche) et aux Variétés.
Son répertoire est celui de l'opéra-comique ou l'opérette, dans des œuvres d'Hervé (La Veuve du Malabar) avec Hortense, Lecocq (Les Cent Vierges, Le petit duc), Audran (Le Grand Mogol) et Offenbach (Les Braconniers, La Boulangère a des écus). Il fait également quelques apparitions aux réunions de la société chantante du Pot-au-Feu.

## Iconographie
- Portrait gravé à l'eau-forte par Alfred Taiée (1876), dans Vingt tableaux de la collection Berthelier, Paris, chez Alfred Cadart — sur Gallica.